# Josep Pintat Forné
Josep Pintat Forné (Sant Julià de Lòria, 31 d'agost de 1960) és un polític i economista andorrà. Fou candidat a cap de Govern del Principat d'Andorra a les eleccions al Consell General de l'abril de 2019. Va encapçalar l'agrupació política de Tercera Via. Fill de Josep Pintat i Solans i cosí d'Albert Pintat i Santolària de sengles caps de govern en legislatures anteriors. Està casat i té dos fills, Josep i Eric Pintat Baltà, de 30 i 26 anys respectivament.
Josep Pintat ha militat a Unió Laurediana i Liberals d'Andorra. Entre 1988 i 1991 va ésser conseller de finances al comú de Sant Julià de Lòria. Reemplaçant a en Joan Pujal Areny, d'UL, Pintat va ocupar en dues ocasions la cartera de cònsol major de Sant Julià de Lòria, entre els anys 2003 i 2011 en ser elegit successivament conseller comunal d'UL a les eleccions comunals de 2003 i a les del 2007. Fou substituït com a Cònsol Major lauredià per na Montserrat Gil Torné, també d'UL.
Després de les eleccions al Consell General de 2015 va ser elegit Conseller General com a cap de llista de la coalició electoral entre els Liberals d'Andorra i UL. L'any 2017 UL va trencar el seu acord amb els liberals i Pintat i altres consellers generals lauredians van escindir-se del grup parlamentari liberal, romanent com a consellers no adscrits. Primerament com a president del grup parlamentari liberal i posteriorment, després de la seva escissió, ha format part del grup mixt, conjuntament amb els consellers d'Unió Laurediana-Independents de la Massana, Josep Majoral Obiols, Carine Montaner Raynaud, Carles Naudi d'Areny-Plandolit Balsells i Joan Carles Camp Areny.
L'any 2019 va ser reelegit conseller general a les eleccions al Consell General de 2019 com a cap de llista de la coalició Tercera Via-Unió Laurediana-Independents, que ell mateix va crear com a plataforma electoral després del trencament amb els liberals i que presideix. Durant aquesta darrera legislatura ha estat membre també de la Comissió Legislativa de Política Exterior. De cara a les eleccions al Consell General de 2023, Pintat va rebutjar presentar-se a la reelecció i, poc després, el seu partit nacional, Tercera Via, anuncià que no es presentaria a les eleccions.